# Kudrycze (obwód brzeski)
Kudrycze (biał. Кудрычы; ros. Кудричи) – wieś na Białorusi, w obwodzie brzeskim, w rejonie pińskim, w sielsowiecie Kałaurowicze, nad Jasiołdą.
Stanowi enklawę w obrębie Rezerwatu Krajobrazowego Środkowa Prypeć.
W dwudziestoleciu międzywojennym leżały w Polsce, w województwie poleskim, w powiecie pińskim, w gminie Lemieszewicze. Po II wojnie światowej w granicach Związku Sowieckiego. Od 1991 w niepodległej Białorusi.